# Largitzen
Largitzen là một xã ở tỉnh Haut-Rhin trong vùng Grand Est ở đông bắc Pháp. Xã này có diện tích 5,6 km², dân số năm 1999 là 294 người. Khu vực này có độ cao 385 mét trên mực nước biển.